# Nyctimene draconilla
Nyctimene draconilla es una especie de murciélago de la familia Pteropodidae.

## Distribución geográfica
Se encuentra en Nueva Guinea Occidental (Indonesia) y Papúa Nueva Guinea.